# سانت أنتونيو دي جالورا
سانت أنتونيو دي جالورى، (بالإنجليزية: Sant'Antonio di Gallura)‏، (سردينيا: Sant' Antòni de Calanzànos)، هي بلدية في مقاطعة ساساري، في المنطقة الإيطالية سردينيا، وتقع على بعد حوالي 200 كيلومتر (120 ميل) إلى الشمال من كالياري، وحوالي 20 كم ( 12 ميل) شمال غرب أولبيا.  يحد سانت أنتونيو دي جالورى، البلديات التالية:أرزاشينا، كالانجيانوس، لوراس، أولبيا، تيلتي.

## السكان
في سنة 1861 بلغ عدد السكان 539 نسمة، وتطور العدد ليصل في سنة 2011 لـ 1٬619 نسمة.
يظهر هذا المخطط البياني تطور النمو السكاني لـ سانت أنتونيو دي جالورا